# Oligosarcus acutirostris
Oligosarcus acutirostris är en fiskart som beskrevs av Menezes, 1987. Oligosarcus acutirostris ingår i släktet Oligosarcus och familjen Characidae. Inga underarter finns listade i Catalogue of Life.